# 波利采

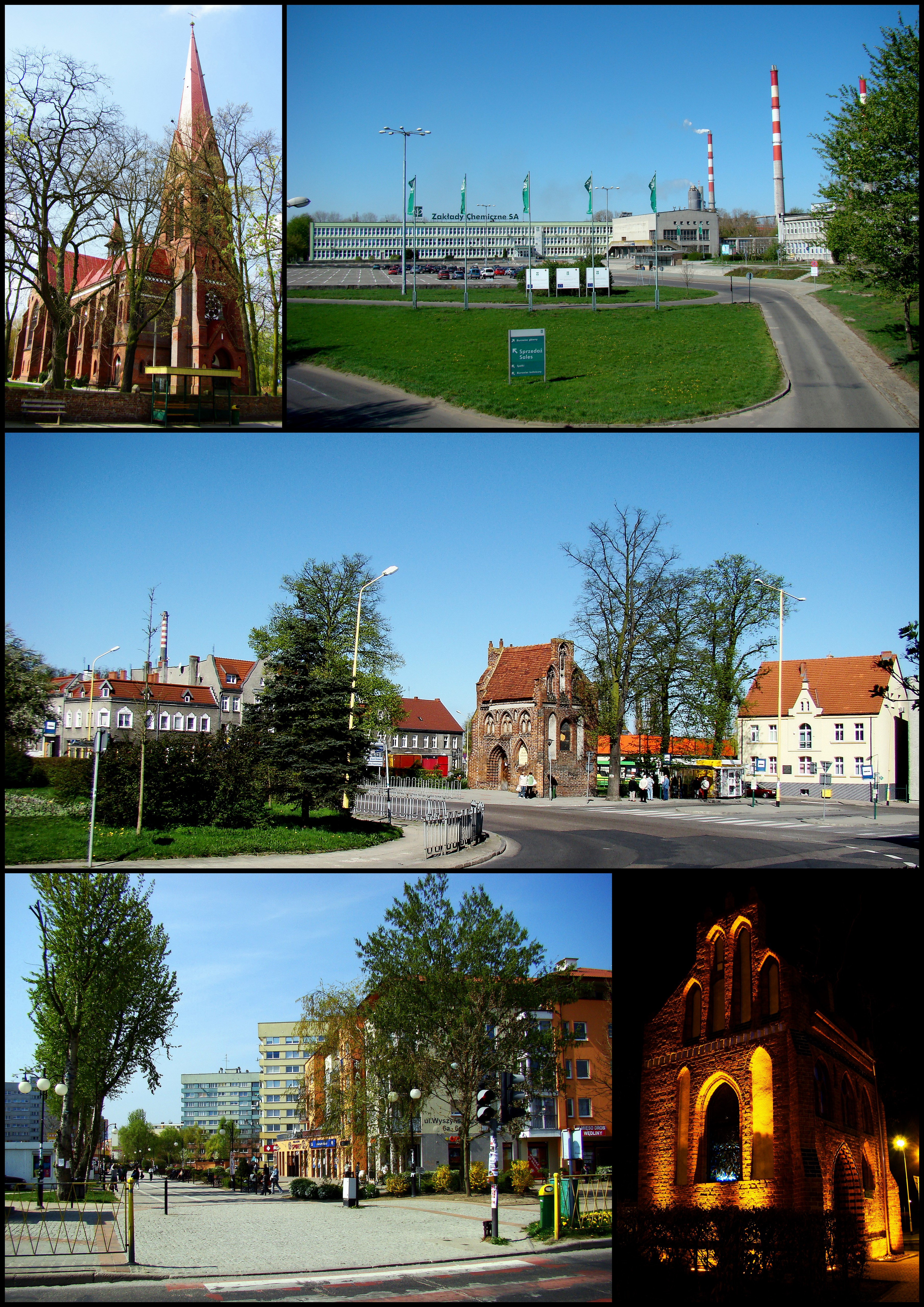
Police

波利采位于波兰西滨海省奥得河畔，是波利采县的县治所在。人口约4.1万（2014年)，正逐漸增加。